# Skive Festival 2011
Skive Festival 2011 er den 19. udgave. Festivalen foregik i en fire-dages periode fra d. 1 juni – 4. juni, på Strandtangen i Skive.

## Udpluk af årets kunstnere
- Tiësto
- Volbeat
- L.O.C
- Nik & Jay
- Medina
- Kim Larsen
- Sort Sol
- Dúné
- Burhan G
- Carpark North
- Den gale pose
- Rune RK
- Fallulah
- Xander
- The Floor Is Made Of Lava
- Jon Nørgaard
- Clemens
- USO
- Vinnie Who
- Red Warszawa
- WhoMadeWho
- Lucy Love